# La Rochette (Savoie)
La Rochette is een plaats en voormalige gemeente in het Franse departement Savoie (regio Auvergne-Rhône-Alpes) en telt 3098 inwoners (1999). De plaats maakt deel uit van het arrondissement Chambéry. La Rochette is op 1 januari 2019 gefuseerd met de gemeente Étable tot de gemeente Valgelon-La Rochette.

## Geografie
De oppervlakte van La Rochette bedraagt 4,7 km², de bevolkingsdichtheid is 659,1 inwoners per km².
De onderstaande kaart toont de ligging van La Rochette (Savoie) met de belangrijkste infrastructuur en aangrenzende gemeenten.

## Demografie
Onderstaande figuur toont het verloop van het inwonertal (bron: INSEE-tellingen).